# Campionati italiani juniores di atletica leggera 2021
I Campionati italiani juniores di atletica leggera 2021 si sono svolti dall'11 al 13 giugno a Grosseto, in Toscana.
La fase di cross è stata disputata il 13 e 14 marzo 2021 a Campi Bisenzio alla Festa del Cross 2021, ed ha visto vincitori Ilaria Bruno e Moad Razgani.
I Campionati italiani individuali di prove multiple juniores sono stati organizzati a Fabriano il 5 e il 6 giugno dello stesso anno.

## Minimi di qualificazione
| Specialità                 | Uomini                                             | Donne                                                     |
| -------------------------- | -------------------------------------------------- | --------------------------------------------------------- |
| 100 metri piani            | 11"07                                              | 12"40                                                     |
| 200 metri piani            | 22"48                                              | 25"76                                                     |
| 400 metri piani            | 50"60                                              | 59"10                                                     |
| 800 metri piani            | 1'56"65                                            | 2'20"80                                                   |
| 1500 metri piani           | 4'02"50                                            | 4'54"00                                                   |
| 3000 metri piani           | 8'55"00                                            | 11'00"00                                                  |
| 5000 metri piani           | 15'46"00                                           | 19'30"00                                                  |
| 10000 metri piani          | –                                                  | –                                                         |
| 100 metri ostacoli         | –                                                  | 15"94                                                     |
| 110 metri ostacoli (0,99m) | 15"48                                              | –                                                         |
| 400 metri ostacoli         | 58"94                                              | 1'07"85                                                   |
| 3000 metri siepi           | 9'59"50                                            | 12'50"00                                                  |
| Salto in alto              | 1,91 m                                             | 1,60 m                                                    |
| Salto con l'asta           | 4,05 m                                             | 3,05 m                                                    |
| Salto in lungo             | 6,70 m                                             | 5,55 m                                                    |
| Salto triplo               | 13,60 m                                            | 11,45 m                                                   |
| Getto del peso             | 12,80 m (6 kg)                                     | 10,00 m                                                   |
| Lancio del disco           | 41,00 m (1,75 kg)                                  | 33,00 m                                                   |
| Lancio del martello        | 46,00 m (6 kg)                                     | 38,00 m                                                   |
| Lancio del giavellotto     | 49,50 m                                            | 34,00 m                                                   |
| Decathlon                  | 5 500 p.; 4 300 p. (Eptathlon indoor)              | –                                                         |
| Eptathlon                  | –                                                  | 3 700 p.; 3 000 p. (Pentathlon indoor)                    |
| Marcia 10000 m             | 52'00"00; 25'00"00 (5 km/5000 m); 1h53'00" (20 km) | 59'00"00; 28'00"00 (5000 m); - (3000 m); 2h00'00" (20 km) |
| Staffetta 4×100 metri      | senza minimo                                       | senza minimo                                              |
| Staffetta 4x400 metri      | senza minimo                                       | senza minimo                                              |

| Specialità             | 5 km Uomini | 4 km Donne |
| ---------------------- | ----------- | ---------- |
| 800 metri piani        | 1'58"00     | 2'20"00    |
| 1500 metri piani       | 4'05"00     | 5'00"00    |
| 3000 metri piani       | 9'05"00     | 11'20"00   |
| 5000 metri piani       | 15'50"00    | 20'00"00   |
| 10000 metri piani      | 33'30"00    | 41'00"00   |
| 10 km (strada)         | 33'30       | 41'00      |
| 3000 metri siepi       | 10'00"00    | 12'15"00   |
| 2000 metri siepi (u18) | 6'39"00     | 8'03"00    |

## Risultati

### Corsa Campestre, 13-14 marzo a Campi Bisenzio
| Specialità | Oro                                       | Prestazione | Argento                                    | Prestazione | Bronzo                                    | Prestazione |
| Cross 6 km | Ilaria Bruno Atl Brugnera PN Friulintagli | 22'09"      | Emma Casati Atl. Piacenza                  | 22'17"      | Agnese Carcano Atl. Verona ASD Pindemonte | 22'18"      |
| Juniores   |                                           |             |                                            |             |                                           |             |
| Cross 8 km | Moad Razgani Atl. Bergamo 1959 Oriocenter | 26'53"      | Cesare Caiani Atl Brugnera PN Friulintagli | 26'56"      | Ahmed Semmah ASD Corricastrovillari       | 26'57"      |

### Uomini
| Specialità                                                                              | Oro                                                                                          | Prestazione        | Argento                                                                                            | Prestazione        | Bronzo                                                                                             | Prestazione        |
| Corse                                                                                   |                                                                                              |                    | |                    | |                    |
| 100 m                                                                                   | Filippo Cappelletti Atl. O.S.A. Saronno Lib.                                                 | 10"42 (+1,6 m/s)   | Angelo Ulisse GA Fiamme Gialle                                                                     | 10"43              | Edoardo Luraschi Atl. O.S.A. Saronno Lib.                                                          | 10"48              |
| 200 m                                                                                   | Federico Guglielmi ASD Atletica Biotekna                                                     | 21"23 (+1,9 m/s)   | Filippo Cappelletti Atl. O.S.A. Saronno Lib.                                                       | 21"25              | Paolo Messina Trieste Atletica                                                                     | 21"35              |
| 400 m                                                                                   | Lorenzo Benati G.S. Fiamme Azzurre                                                           | 46"34              | Tommaso Boninti Atletica Livorno                                                                   | 47"80              | Neil Antonel Atl Brugnera PN Friulintagli                                                          | 47"83              |
| 800 m                                                                                   | Francesco Pernici Free-Zone                                                                  | 1'50"29            | Daniel Rocca Lagarina Crus Team                                                                    | 1'52"95            | Matteo Roda Pro Sesto Atl.                                                                         | 1'53"18            |
| 1500 m                                                                                  | Thomas Serafini Athletic Club Firex Belluno                                                  | 3'51"61            | Achraf Abbane Italia                                                                               | 3'52"65            | Federico Mogetti Ass. Atl. Libertas Orvieto                                                        | 3'55"22            |
| 3000 m                                                                                  | Riccardo Spanu Isolarun                                                                      | 8'26"70            | Samuel Demetz Sportclub Merano                                                                     | 8'29"03            | Moad Razgani Atl. Bergamo 1959 Oriocenter                                                          | 8'29"96            |
| 5000 m                                                                                  | Massimiliano Berti S.A. Valchiese                                                            | 14'50"01           | Nicolò Gallo A.S.D. Atletica Alba                                                                  | 14'51"34           | Marco Zanzottera U.S. Sangiorgese                                                                  | 14'56"55           |
| Marcia 10 000 m                                                                         | Emiliano Brigante Trieste Atletica                                                           | 42'56"16 ~ pz 60"  | Gabriele Gamba Atl. Riccardi                                                                       | 43'05"39 ~         | Pietro Pio Notaristefano A.S.D. Atletica Don Milani                                                | 44'22"40           |
| Corse a ostacoli                                                                        |                                                                                              |                    | |                    | |                    |
| 110 m hs                                                                                | Lorenzo Ndele Simonelli C.S. Esercito                                                        | 13"58 (+1,6 m/s)   | Riccardo Berrino A.S.D. C.U.S. Genova                                                              | 13"95              | Samuele Maffezzoni Atl. Bergamo 1959 Oriocenter                                                    | 13"96              |
| 400 m hs                                                                                | Massimo Avitabile Atl. Vicentina                                                             | 52"70              | Emanuele Santoro ASD Enterprise Sport & Service                                                    | 52"97              | Riccardo Ganz A.S.D. Team Treviso                                                                  | 53"01              |
| 3000 m siepi (H 91)                                                                     | Cesare Caiani Atl Brugnera PN Friulintagli                                                   | 9'02"83            | Raffaele Augimeri Atl. Aden Exprivia Molfetta                                                      | 9'08"00            | Massimiliano Berti S.A. Valchiese                                                                  | 9'31"80            |
| Staffette                                                                               |                                                                                              |                    | |                    | |                    |
| Staffetta 4×100 m                                                                       | Atletica Vicentina Carlo Santacà Davide Giambellini Davide Guidolin Alessandro Bagnara       | 41"49              | Atl. Bergamo 1959 Oriocenter Paolo Gosio Samuele Maffezzoni Stefano Boroni Samuele Rignanese       | 41"68              | Atl. O.S.A. Saronno Lib. Riccardo Sala Filippo Cappelletti Edoardo Luraschi Alessandro Di Gregorio | 41"87              |
| Staffetta 4×400 m                                                                       | Pro Patria A.R.C. Busto A. Lorenzo Belotti Andrea Coppini Paolo Mancinelli Matteo Martorella | 3'20"33            | Atletica Vicentina Leonardo Prebianca Lorenzo Frivoli Lorenzo Spalletti Trivelli Massimo Avitabile | 3'20"66            | Atl. Bergamo 1959 Oriocenter Stefano Boroni Samuele Maffezzoni Samuele Rignanese Paolo Gosio       | 3'22"13            |
| Salti                                                                                   |                                                                                              |                    | |                    | |                    |
| Salto in alto                                                                           | Massimiliano Luiu Libertas Atletica Sassari                                                  | 2,08 m             | Alberto Murari Athletic Club 96 Alperia                                                            | 2,06 m             | Alessandro Di Gregorio Atl. O.S.A. Saronno Lib.                                                    | 2,03 m             |
| Salto con l'asta                                                                        | Matteo Oliveri A.S. Atletica Virtus Lucca                                                    | 4,70 m             | Giulio Basilotta Fiamme Gialle G. Simoni                                                           | 4,60 m             | Lucio Neri Assindustria Sport                                                                      | 4,50 m             |
| Salto in lungo                                                                          | Hansel Adjei G.S. Self Atl. Montanari Gruzza Equiparato Ghana                                | 6,88 m (+0,6 m/s)  | Emanuele Trento CUS Insubria Varese Como                                                           | 6,69 m (0,0 m/s)   | Simone Segala Derthona Atletica                                                                    | 6,66 m (-0,1 m/s)  |
| Salto triplo                                                                            | Federico Bruno Team Atletico-Mercurio Novara                                                 | 15,34 m (-0,2 m/s) | Alex Fabbri A.S.D. Pontevecchio Bologna                                                            | 15,23 m (+2,3 m/s) | Davide Nodari Bergamo Stars Atletica                                                               | 15,01 m (+1,8 m/s) |
| Lanci                                                                                   |                                                                                              |                    | |                    | |                    |
| Getto del peso                                                                          | Segond Emmanuel Musumary Atl. Estrada                                                        | 17,44 m            | Patrick Olcelli Atl. Lecco-Colombo Costruz.                                                        | 17,41 m            | Francesco Piccinini S.E.F. Stamura Ancona A.S.D.                                                   | 15,65 m            |
| Lancio del disco                                                                        | Matteo Perin ASD Team Treviso                                                                | 48,76 m            | Matteo Storti ASD Lib. Mantova Masch-Femm.                                                         | 48,64 m            | Segond Emmanuel Musumary Atl. Estrada                                                              | 48,55 m            |
| Lancio del martello                                                                     | Davide Costa A.S.D. C.U.S. Genova                                                            | 71,41 m            | Gregorio Giorgis Atl. Lib. Città Di Castello                                                       | 71,28 m            | Alessandro Feruglio Atletica Malignani Libertas UD                                                 | 67,05 m            |
| Lancio del giavellotto                                                                  | Mattia Zoppi Cremona Sportiva Atl. Arvedi                                                    | 52,64 m            | Valerio Linari Atl.Stud. Rieti Andrea Milardi                                                      | 52,49 m            | Riccardo Canciani Atletica Malignani Libertas UD                                                   | 50,61 m            |
| record dei campionati; record nazionale; record personale; record personale stagionale. |                                                                                              |                    | |                    | |                    |

### Donne
| Specialità                                                                              | Oro                                                                                             | Prestazione        | Argento                                                                                             | Prestazione        | Bronzo                                                                                            | Prestazione        |
| Corse                                                                                   |                                                                                                 |                    | |                    |                                                                                                   |                    |
| 100 m                                                                                   | Antonella Todisco Alteratletica Locorotondo                                                     | 11"69 (+0,9 m/s)   | Ilenia Angelini C.S. Esercito                                                                       | 11"79              | Gaya Bertello Polisport. Novatletica Chieri                                                       | 11"81              |
| 200 m                                                                                   | Elisa Visentin ASD Atletica Biotekna                                                            | 23"74 (+2,3 m/s)   | Alessandra Iezzi Bracco Atletica                                                                    | 23"74              | Eleonora Nervetti Atl. Piacenza                                                                   | 23"87              |
| 400 m                                                                                   | Alexandra Almici Atl. Brescia 1950                                                              | 54"73              | Francesca Bianchi A.S.D. Atl. Fossano '75                                                           | 55"08              | Zoe Tessarolo Atl. Vicentina                                                                      | 55"30              |
| 800 m                                                                                   | Federica Pansini Atl.Stud. Rieti Andrea Milardi                                                 | 2'10"94            | Martina Canazza Bracco Atletica                                                                     | 2'10"97            | Alessia Muciaccia A.S.D. ACSI Italia Atletica                                                     | 2'11"33            |
| 1500 m                                                                                  | Sofia Terenziani Atl. Verona ASD Pindemonte                                                     | 4'31"96            | Alessia Muciaccia A.S.D. ACSI Italia Atletica                                                       | 4'32"51            | Silvia Gradizzi Cus Pro Patria Milano                                                             | 4'33"37            |
| 3000 m                                                                                  | Silvia Gradizzi Cus Pro Patria Milano                                                           | 9'46"77            | Emma Casati Atl. Piacenza                                                                           | 9'48"77            | Luna Giovanetti Atletica Valle Di Cembra                                                          | 9'49"89            |
| 5000 m                                                                                  | Emma Casati Atl. Piacenza                                                                       | 16'58"93           | Greta Settino Toscana Atl. Empoli Nissan                                                            | 17'02"28           | Aurora Bado Free-Zone                                                                             | 17'16"74           |
| Marcia 10 000 m                                                                         | Vittoria Di Dato N. Atl. Varese                                                                 | 49'36"63           | Martina Casiraghi Atl. Bergamo 1959 Oriocenter                                                      | 49'44"50 ~>        | Alexandrina Mihai Atl. BS '50 Metallurg. S. Marco Equiparata Moldavia                             | 49'46"26 >         |
| Corse a ostacoli                                                                        |                                                                                                 |                    | |                    |                                                                                                   |                    |
| 100 m hs                                                                                | Veronica Besana Atl. Lecco-Colombo Costruz.                                                     | 13"49 (+1,1 m/s)   | Giorgia Marcomin Atl. O.S.A. Saronno Lib.                                                           | 13"84              | Rebecca Provenzi Atl. Pianura Bergamasca                                                          | 14"16              |
| 400 m hs                                                                                | Angelica Ghergo Team Atletica Marche                                                            | 59"39              | Ludovica Cavo Atl. Vicentina                                                                        | 1'00"70            | Elena Ubezio Bracco Atletica                                                                      | 1'01"38            |
| 3000 m siepi                                                                            | Katja Pattis A.S.D. Suedtirol Team Club                                                         | 10'37"81           | Eloisa Marsengo Atl. Stronese-Nuova Nordaffari                                                      | 10'58"62           | Francesca Mentasti Atl. Gavirate                                                                  | 11'12"23           |
| Staffette                                                                               |                                                                                                 |                    | |                    |                                                                                                   |                    |
| Staffetta 4×100 m                                                                       | Atletica Lecco Colombo Costruzioni Lisa Galluccio Clarissa Boleso Alessia Gatti Veronica Besana | 46"34              | Bracco Atletica Emma Manetti Alessandra Iezzi Alice Facchi Sveva Temporin                           | 46"81              | Atletica Vicentina Sara Migliozzi Arianna Battistella Giulia Barattini Giulia Pieropan            | 46"91              |
| Staffetta 4×400 m                                                                       | Atl.Stud. Rieti Andrea Milardi Chiara Fratocchi Ginevra Ricci Francesca Farina Federica Pansini | 3'49"14            | Atl. BS '50 Metallurg. S. Marco Ester Franchi Fatimatu Iddrissou Benedetta Bedogni Alexandra Almici | 3'54"86            | A.S. La Fratellanza 1874 Anna Vientardi Francesca Vercalli Ludovica Di Bitonto Alessandra Morandi | 3'55"51            |
| Salti                                                                                   |                                                                                                 |                    | |                    |                                                                                                   |                    |
| Salto in alto                                                                           | Rebecca Mihalescul Atl. BS '50 Metallurg. S. Marco                                              | 1,81 m             | Francesca Maurino Sisport SSD                                                                       | 1,77 m             | Idea Pieroni C.S. Carabinieri Sez. Atletica                                                       | 1,75 m             |
| Salto con l'asta                                                                        | Giulia Cassanelli A.S. La Fratellanza 1874                                                      | 3,90 m             | Ludovica Polini Sport Atl. Fermo                                                                    | 3,70 m             | Arianna Peroni U.S. Quercia Trentingrana                                                          | 3,60 m             |
| Salto in lungo                                                                          | Arianna Battistella Atletica Vicentina                                                          | 6,55 m (+1,2 m/s)  | Chiara Smeraldo ASD Maurina Olio Carli                                                              | 6,19 m (+1,7 m/s)  | Greta Brugnolo Atletica Riviera del Brenta                                                        | 6,17 m (+1,8 m/s)  |
| Salto triplo                                                                            | Greta Brugnolo Atletica Riviera del Brenta                                                      | 13,49 m (+0,3 m/s) | Francesca Orsatti CUS Parma                                                                         | 13,19 m (+0,4 m/s) | Erica Fabbris A.S.D. Pontevecchio Bologna                                                         | 12,66 m (+0,1 m/s) |
| Lanci                                                                                   |                                                                                                 |                    | |                    |                                                                                                   |                    |
| Getto del peso                                                                          | Anita Bartolini CUS Parma                                                                       | 13,98 m            | Benedetta Benedetti Atl.Stud. Rieti Andrea Milardi                                                  | 13,88 m            | Sara Verteramo Battaglio C.U.S. Torino Atl                                                        | 13,30 m            |
| Lancio del disco                                                                        | Federica Rado A.S.D. Pontevecchio Bologna                                                       | 36,70 m            | Caterina Zampieri Atletica Malignani Libertas Udine                                                 | 36,65 m            | Anna Dalla Costa Vittorio Atletica                                                                | 35,58 m            |
| Lancio del martello                                                                     | Rachele Mori Atletica Livorno                                                                   | 60,82 m            | Emily Conte Atletica Riviera Del Brenta                                                             | 59,98 m            | Alessandra Lessi Atletica Livorno                                                                 | 54,69 m            |
| Lancio del giavellotto                                                                  | Asia Salerno A.S. Atletica Virtus Lucca                                                         | 44,89 m            | Ludovica Giannursini Atl.Stud. Rieti Andrea Milardi                                                 | 44,57 m            | Margherita Randazzo Assindustria Sport                                                            | 43,77 m            |
| record dei campionati; record nazionale; record personale; record personale stagionale. |                                                                                                 |                    | |                    |                                                                                                   |                    |

### Prove multiple, 5-6 giugno a Fabriano
| Specialità                                                                              | Oro                                             | Prestazione | Argento                                     | Prestazione | Bronzo                                          | Prestazione |
| Decathlon (uomini)                                                                      | Alessandro Sion S.A.F. Atletica Piemonte A.S.D. | 7 420 p.    | Yoro Menghi Ndiaye A.S. La Fratellanza 1874 | 6 771 p.    | Christian Angeli Atletica Valli di Non e Sole   | 6 687 p.    |
| Eptathlon (donne)                                                                       | Greta Brugnolo Atletica Riviera del Brenta      | 5 421 p.    | Giulia Riccardi G.S. Trilacum               | 4 822 p.    | Francesca Paolin Atletica Castell'Alfero T.F.R. | 4 638 p.    |
| record dei campionati; record nazionale; record personale; record personale stagionale. |                                                 |             |                                             |             |                                                 |             |